# Атомные часы

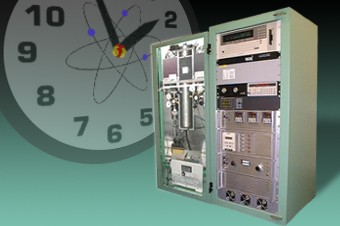
Атомные часы

А́томные часы́ (молекулярные, квантовые часы) — прибор для измерения времени, в котором в качестве периодического процесса используются собственные колебания, связанные с процессами, происходящими на уровне атомов или молекул.
Атомные часы важны в навигации. Определение положения космических кораблей, спутников, баллистических ракет, самолётов, подводных лодок, а также передвижение автомобилей в автоматическом режиме по спутниковой связи (GPS, ГЛОНАСС, Galileo) невозможны без атомных часов. Атомные часы используются также в системах спутниковой и наземной телекоммуникации, в том числе в базовых станциях мобильной связи, международными и национальными бюро стандартов и службами точного времени, которые периодически транслируют временные сигналы по радио.
С 1967 года международная система единиц СИ определяет одну секунду как 9 192 631 770 периодов электромагнитного излучения, возникающего при переходе между двумя сверхтонкими уровнями основного состояния атома цезия-133. Согласно этому определению, атом цезия-133 является стандартом для измерений времени и частоты. 
Точность определения секунды определяет точность определения других основных единиц, таких как, например, вольт или метр, содержащих секунду в своём определении.
Стабильность атомных часов {\displaystyle \Delta \nu /\nu } (где {\displaystyle \Delta \nu } — отклонение частоты {\displaystyle \nu } часов за некоторый период времени) обычно лежит в пределах 10−14—10−15, а в специальных конструкциях достигает 10−17, и является наилучшей среди всех существующих типов часов.

## История создания
Идею о возможности использования атомных колебаний водорода для измерения времени предложил еще в 1879 году английский физик лорд Кельвин, однако только к середине XX века это стало практически возможным. В 1949 году в Национальном бюро стандартов США с участием Гарольда Лайонсона были созданы часы, использующие молекулы аммиака. Но они были не такими точными, как современные атомные часы, поскольку из-за взаимодействия молекул аммиака между собой и со стенками емкости, в которой находилось это вещество, изменялась энергия молекул, и их спектральные линии уширялись. Лишь в 1955 году Луи Эссен из Национальной физической лаборатории Великобритании представил первые атомные часы на цезии-133, которые накапливали ошибку в одну секунду за миллион лет.

## Устройство часов
Часы состоят из нескольких частей:
- квантовый дискриминатор,
- кварцевый генератор,
- комплекс электроники.

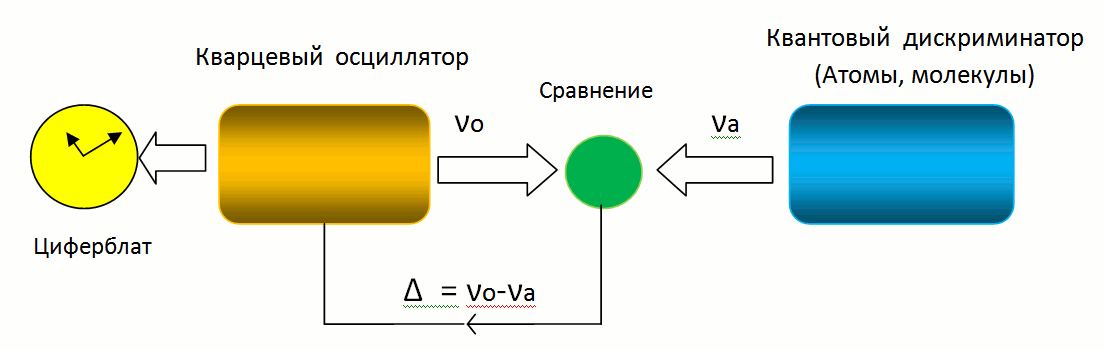
Схема атомных часов

Кварцевый генератор представляет собой автогенератор, в качестве резонансного элемента которого используются пьезоэлектрические моды кварцевого кристалла. Генерируемые им электромагнитные колебания имеют фиксированную частоту, равную, как правило, 10 МГц, 5 МГц или 2,5 МГц, с возможностью перестройки в небольших пределах (±10−6, например, изменением температуры кристалла). Обычно долговременная стабильность кварцевого резонатора мала и составляет около {\displaystyle \Delta \nu /\nu =10^{-7}}. С целью повышения его стабильности используют колебания атомов или молекул, для чего колебания кварцевого генератора с частотой {\displaystyle \nu _{o}} постоянно сравниваются c помощью частотно-фазового компаратора с частотой атомной линии {\displaystyle \nu _{a}}, регистрируемой в квантовом дискриминаторе. При появлении разницы в фазе и частоте колебаний схема обратной связи подстраивает частоту кварцевого генератора до требуемого значения, повышая тем самым стабильность и точность часов до уровня {\displaystyle \Delta \nu /\nu =10^{-14}}.
В СССР идеологом создания атомных часов был академик Николай Геннадиевич Басов.

## Национальные центры стандартов частоты

Рост точности атомных часов за период 50 лет. NIST, США

Многие страны сформировали национальные центры стандартов времени и частоты:
- Всероссийский научно-исследовательский институт физико-технических и радиотехнических измерений (ВНИИФТРИ), п. Менделеево Московской области;
- Национальный институт стандартов и технологий (NIST), Боулдер (США, Колорадо);
- Национальный институт передовой промышленной науки и технологии[англ.] (AIST), Токио (Япония);
- Федеральное физико-техническое агентство[нем.] (PTB), Брауншвейг (Германия);
- Национальная лаборатория метрологии и испытаний[фр.] (LNE), Париж (Франция).
- Национальная физическая лаборатория Великобритании (NPL), Лондон, Великобритания.

Учёные разных стран работают над совершенствованием атомных часов и основанных на них государственных первичных эталонов времени и частоты, точность таких часов неуклонно повышается. В России обширные исследования, направленные на улучшение характеристик атомных часов, проводятся в Физическом институте им. Лебедева.

## Типы атомных часов

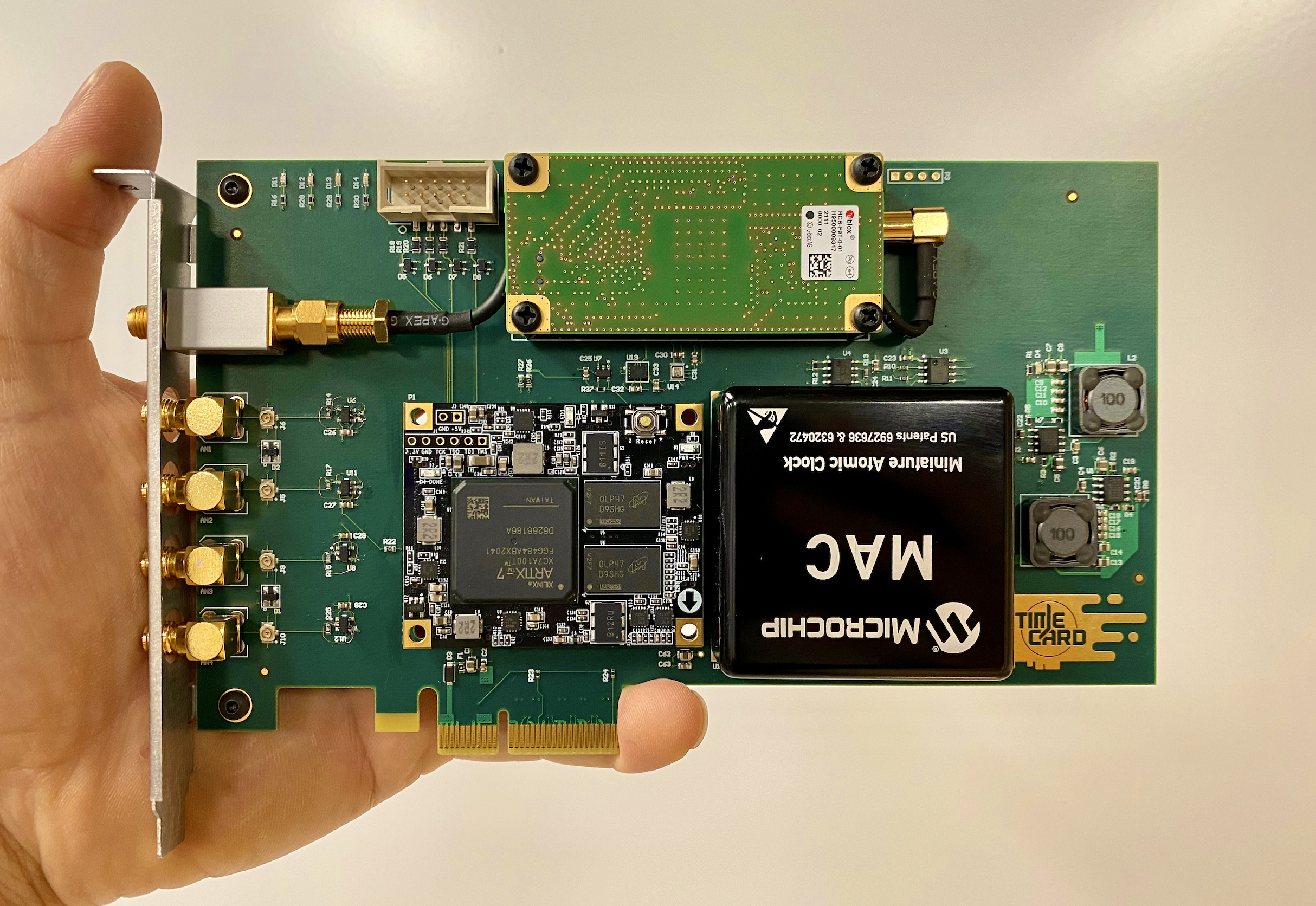
Чёрный квадрат на плате - модуль рубидиевых атомных часов производства Microchip Technology, размером 51×51×18 мм

Не всякий атом (молекула) подходит в качестве дискриминатора для атомных часов. Выбирают атомы, которые нечувствительны к различным внешним воздействиям: магнитным, электрическим и электромагнитным полям. В каждом диапазоне электромагнитного спектра излучения имеются такие атомы, это атомы кальция, рубидия, цезия, стронция, молекулы водорода, йода, метана, оксид осмия(VIII) и т. д. В качестве основного (первичного) стандарта частоты выбран сверхтонкий переход атома цезия. Характеристики всех остальных (вторичных) стандартов сравниваются с этим стандартом. Для того, чтобы осуществить такое сравнение, в настоящее время используются так называемые оптические гребёнки — излучение с широким частотным спектром в виде эквидистантных линий, расстояние между которыми привязывается к атомному стандарту частоты. Оптические гребёнки получают с помощью фемтосекундного лазера с синхронизацией мод и микроструктурированного оптоволокна, в котором происходит уширение спектра до одной октавы.
В 2006 году исследователи из американского Национального института стандартов и технологий под руководством Джима Бергквиста (англ. Jim Bergquist) разработали часы, действующие на одном атоме ртути. При переходах между энергетическими уровнями иона ртути генерируются фотоны видимого диапазона со стабильностью в 5 раз выше, чем микроволновое излучение цезия-133. Новые часы могут также найти применение в исследованиях зависимости изменения фундаментальных физических постоянных от времени. 
По состоянию на апрель 2015 года самыми точными атомными часами являлись часы, созданные в Национальном институте стандартов и технологий США[прояснить], погрешность составила лишь одну секунду в 15 миллиардов лет. В качестве одного из возможных применений часов указывалась релятивистская геодезия, основная идея которой — использование сети часов в качестве гравитационных датчиков, что поможет провести невероятно детальное трёхмерное измерение формы Земли.
В 2006 году сообщалось, что в атомных часах нового поколения[уточнить] будут использоваться атомы стронция.
Ведутся активные разработки компактных атомных часов для использования в повседневной жизни (наручные часы, мобильные устройства).
В начале 2011 американская компания "Symmetricom" объявила о коммерческом выпуске цезиевых атомных часов размером с небольшую микросхему; часы работают на основе эффекта когерентного пленения населённости, их стабильность — 5 · 10-11, масса — 35 г, потребляемая мощность — 120 мВт.
На XXVII Генеральной конференции по мерам и весам во Франции (2022 год) решили к 2030 году разработать новое определение секунды. 
Сейчас в большинстве лабораторий рассматривают часы на основе атомов стронция или иттербия, способных излучать или поглощать фотоны в видимой части спектра; также работают с рубидием, алюминием, ртутью. Так, в российском ФИАНе занимаются тулием.
Вместе с тем, российские физики изучают принципиально другую схему — ядерные часы, где переходы не электронов, а изомеров (метастабильных состояний ядра, в которых один или несколько нуклонов (протонов или нейтронов) занимают более высокие или низкие энергетические уровни); ожидается, что ядерные часы будут на порядок точнее, чем лучшие современные оптические атомные часы, и приблизятся к уровню 10-19.